# Gökçeşeyh, Çat
Gökçeşeyh là một xã thuộc huyện Çat, tỉnh Erzurum, Thổ Nhĩ Kỳ. Dân số thời điểm năm 2011 là 236 người.